# Olympijská ocenění
Olympijské ceny a ocenění jsou pocty, které uděluje Mezinárodní olympijský výbor. 

## Ocenění udělovaná rozhodnutím MOV
Jsou udělována jak kolektivně (institucím, kolektivům, spolkům či společenským organizacím) tak i jednotlivým osobám za rozvoj sportu a olympijských myšlenek a ideálů:
- olympijský pohár (založen roku 1906 Pierrem de Coubertinem) – udělován je pouze kolektivům, spolkům a organizacím
- olympijský řád (založen roku 1974) – udělován je pouze žijícím jednotlivcům, kteří nejsou členy Mezinárodního olympijského výboru
- medaile Pierra de Coubertina (založena roku 1997) – její udělení "vzdává hold institucím s pedagogickou a vzdělávací úlohou a lidem, kteří svým výzkumem a tvorbou intelektuálních děl v duchu Pierra de Coubertina přispívají k šíření myšlenek olympismu."

## Ocenění udělovaná na podkladě sportovních výsledků

### Pamětní medaile a případně i pamětní diplomy
Udělovány jsou již od roku 1896 každému účastníkovi olympijských her.

### Olympijské medaile a diplomy
Udělovány jsou podle výsledků v každé sportovní disciplíně, která je na programu olympijských her, jednotlivým sportovcům podle umístění v příslušné sportovní disciplíně (1. až 6. místo) a sportovním kolektivům (1. až 3. místo) 

#### Jednotlivci
1. místo – obdrží zlatou olympijskou medaili a diplom
2. místo – obdrží stříbrnou olympijskou medaili a diplom
3. místo – obdrží bronzovou olympijskou medaili a diplom
4. místo – obdrží diplom
5. místo – obdrží diplom
6. místo – obdrží diplom

#### Sportovní kolektivy (družstva)
1. místo – všichni jednotliví sportovci obdrží zlatou olympijskou medaili a diplom
2. místo – všichni jednotliví sportovci obdrží stříbrnou olympijskou medaili a diplom
3. místo – všichni jednotliví sportovci obdrží bronzovou olympijskou medaili a diplom

Zlaté olympijské medaile byly poprvé uděleny na letních olympijských hrách v roce 1908. V letech 1928–1972 byl vzhled všech olympijských medailí užívaných pro letní olympijské standardní (jednotný), od 1972 se medaile různě mění podle návrhu příslušného organizačního výboru olympijských her, kdy odlišný je zde zejména rub medaile, na líci je obvykle zobrazena antická bohyně vítězství Niké.